# Râmnicu Vâlcea
Râmnicu Vâlcea (njem. Wultsch, starije: Königsberg) je grad u južnom dijelu središnje Rumunjske, glavni grad županije Valcea. 

## Zemljopis
Grad se nalazi u sjevernom dijelu pokrajine Vlaške, u njenoj užoj pokrajini Olteniji i to u krajnje sjeveroistočnom dijelu prema Munteniji i Transilvaniji. Râmnicu Vâlcea leži na Transilvanskim Alpama i rijeci Olt. Gradom prolaze važni cestovni i željeznički koridori.

## Stanovništvo
Po popisu stanovništva iz 2002. godine u gradu živi 107.726 stanovnika, dok je prosječna gustoća naseljenosti 1.203 stan/km². Prema vjeroispovijesti apsolutna većina stanovništva su pravoslavci koji čine 98,67 stanovništva.
- Rumunji: 105.949 (98,35%)
- Romi: 1.357 (1,25%)
- Mađari: 200 (0,18%)
- ostali :  0,22%

## Sport
Ponos i najpoznatiji športski klub u gradu je ženski rukometni klub CS Oltchim Râmnicu Vâlcea, pobjednik Lige prvakinja u sezoni 2006./07., te osvajač kupa EHF godinu prije.

## Zanimljivosti
Râmnicu Vâlcea je 11. kolovoza 1999. godine, zajedno s gradom Ocnele Mari iz iste županije bila središte pomrčine sunca.45°06′N 24°18′E / 45.1°N 24.3°E

## Vanjske poveznice
|  | Zajednički poslužitelj ima još gradiva o temi Râmnicu Vâlcea |

- Službena stranica grada
- Stranica rukometnog kluba Club Sportiv "Oltchim" Ramnicu Valcea  Arhivirana inačica izvorne stranice od 8. siječnja 2009. (Wayback Machine)